# Boston-Marathon 2024
Der Boston-Marathon 2024 war die 128. Ausgabe der jährlich stattfinden Laufveranstaltung in Boston, Vereinigte Staaten. Der Marathon fand am 15. April 2024 statt.
Es war der zweite Lauf der World Marathon Majors 2024 und hatte das Etikett Platinum Label der World Athletics Label Road Races 2024.

## Ergebnisse

### Männer
| Platz | Athlet                 | Nation             | Zeit (h) |
| ----- | ---------------------- | ------------------ | -------- |
| 01    | Sisay Lemma            | Äthiopien          | 2:06:17  |
| 02    | Mohamed Esa            | Äthiopien          | 2:06:58  |
| 03    | Evans Chebet           | Kenia              | 2:07:22  |
| 04    | John Korir             | Kenia              | 2:07:40  |
| 05    | Albert Korir           | Kenia              | 2:07:47  |
| 06    | Isaac Mpofu            | Simbabwe           | 2:08:17  |
| 07    | CJ Albertson           | Vereinigte Staaten | 2:09:53  |
| 08    | Yuma Morii             | Japan              | 2:09:59  |
| 09    | Cyprian Kimurgor Kotut | Kenia              | 2:10:29  |
| 10    | Zouhair Talbi          | Marokko            | 2:10:45  |

### Frauen
| Platz | Athlet                 | Nation    | Zeit (h) |
| ----- | ---------------------- | --------- | -------- |
| 01    | Hellen Obiri           | Kenia     | 2:22:37  |
| 02    | Sharon Lokedi          | Kenia     | 2:22:45  |
| 03    | Edna Kiplagat          | Kenia     | 2:23:21  |
| 04    | Buze Diriba            | Äthiopien | 2:24:04  |
| 05    | Senbere Teferi         | Äthiopien | 2:24:04  |
| 06    | Mary Ngugi             | Kenia     | 2:24:24  |
| 07    | Workenesh Edesa        | Äthiopien | 2:24:47  |
| 08    | Fatima Ezzahra Gardadi | Marokko   | 2:24:53  |
| 09    | Tiruye Mesfin          | Äthiopien | 2:24:58  |
| 10    | Dera Dida              | Äthiopien | 2:25:16  |